# Philoponella herediae
Philoponella herediae är en spindelart som beskrevs av Brent D. Opell 1987. Philoponella herediae ingår i släktet Philoponella och familjen krusnätsspindlar.
Artens utbredningsområde är Costa Rica. Inga underarter finns listade i Catalogue of Life.